# Kingston upon Thames kerület
 Kingston upon Thames London egyik délnyugati kerülete. A kerület legnagyobb körzete Kingston upon Thames. 

## Fekvése
Nyugaton és északon Richmond upon Thames, keleten Merton határolja.

## Története

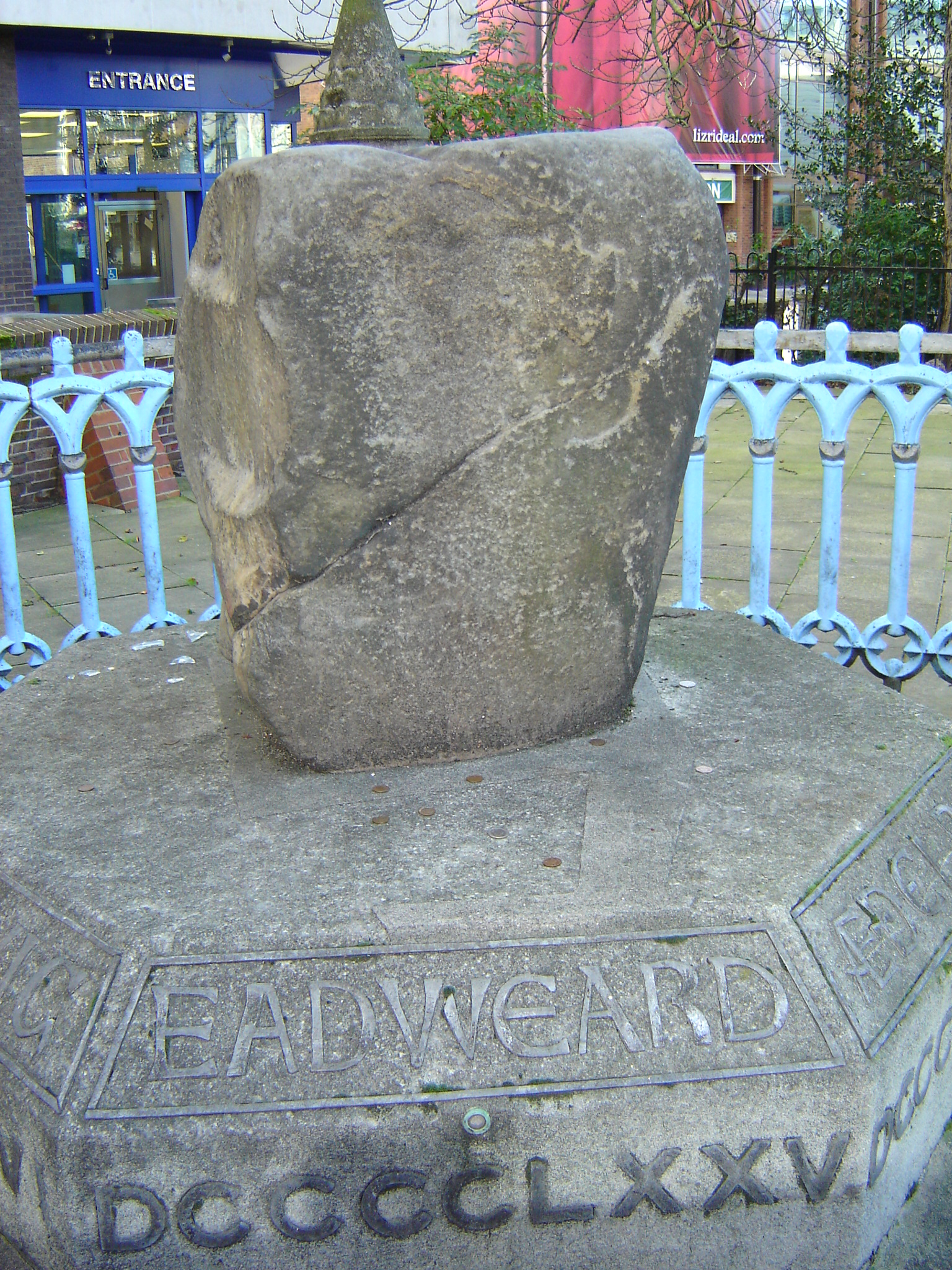
A szász koronázási kő

A kerület legnagyobb körzete, Kingston upon Thames már több száz, ha nem több ezer éve áll a Temze partján, London délnyugati részén. Sok római kori lelet került elő a környéken.
Az antik időkben Kingston hét angol-szász uralkodó koronázási helyeként vált ismertté. Ők a következők:
| Név                                   | Év  |
| ------------------------------------- | --- |
| I. Idősebb Edward, ( Nagy Alfréd fia) | 900 |
| Athelstan                             | 925 |
| I. Edmund                             | 939 |
| Eadred                                | 946 |
| Edwig                                 | 956 |
| Mártír Edward                         | 975 |
| II. Ethelred                          | 979 |

Kingstonban még ma is megtalálható a Coronation Stone, amin a legendák szerint megtörtént a koronázási ceremónia. Minden fentebb említett uralkodó idejéből egy fennmaradt pénzérmét elhelyeztek a kőben, ami most a helyi tanács irodái előtt található. 
A Sopwith Aviation Companynek volt a kerületben, a Canbury Parkban egy gyára, ahol az világháborúban híressé vált Sopwith Camelt gyártották.

## Népessége
A kerület népessége a korábbiakban az alábbi módon alakult:
| Lakosok száma | 163 900 | 173 500 | 175 470 | 168 302 |
|               | 2012    | 2015    | 2018    | 2022    |

## Körzetek a kerületben
- Berrylands
- Chessington
- Coombe
- Kingston upon Thames
- Kingston Vale
- Malden Rushett
- Motspur Park
- New Malden
- Norbiton
- Old Malden
- Surbiton
- Tolworth

## A Modern Kingston
Manapság Kingston a legjobb London központján kívül található bevásárlási területként vált ismertté. Számos a főutcán található bolt, önálló butik és sok kiskereskedő van ezen a környéken .
Ezek közül a leghíresebb a Bentalls, amit 1867-ben Frank Bentall alapította a Clarence Streeten, ahol ma az utódja, a teljesen felújított Bentalls Centre) található.
Kingstonhoz közel, Kingston, Richmond és Roehampton között terül el a Richmond Park, a régi királyi parkok egyike.

## Helyi közélet

### Háttér
A jelenlegi kerületet 1965-ben Kingston upon Thames, Malden and Coombe és Surbiton összevonásával és Nagy-Londonhoz csatolásával hozták létre. Ezek a területek ezt megelőzően Surreyhez tartoztak. A teljes Kingston and Surbiton parlamenti választókerületet, valamint Richmond Park választókerület egy részét tartalmazza.
A kerületi tanácsban a Konzervatív Pártnak 1965 és 1986 között többségben voltak, de ekkor az Szociáldemokrata Párt és a Liberális Párt Szövetsége megszerezte az irányításhoz szükséges szavazatot. Ez a koalíció rövid életű volt, amit leginkább annak a tervének köszönhetett, mely szerint megszüntették volna a kerület gimnáziumi oktatási rendszerét. Miután számos időközi választást elvesztettek, a vezetéshez szűken elegendő többséget a konzervatívok megszerezték, majd az 1990-es polgármester-választáson itt is az ő jelöltjük győzött.
1994-ben a liberális demokraták először szerezték meg a helyi ügyek irányításához szükséges többséget, majd 1997-ben mind a két parlamenti mandátumot is begyűjtötték. Dr Jenny Tonge nyert a richmond parki választókerületben, valamint Edward Davey megfordította az addig Kingston and Surbitonban fennálló konzervatív többséget. Utóbbi választás nagyon szoros eredményt hozott, három számolás után 56 szavazattal nyert. Edward Davey 2001-ben és 2005-ben is újraválasztották. Utóbbi választásokon 8,961 szavazat volt a különbség. Susan Kramer, a 2005-ös választások óta Richmond Park liberális demokrata parlamenti képviselője, aki a szavazáson 3,731 szavazatnyi előnnyel nyert. 
1998-ban a Liberális Demokraták elvesztették a többséget a tanácsban, de 2002-ben ezt visszaszerezték, és kivéve egy rövid periódust 2014 és 2018 között jelenleg is ők irányítják a testületet.

### A Közgyűlés összetétele (1964-2022)
| Év   | Adminisztráció | Adminisztráció       |
| ---- | -------------- | -------------------- |
| 1964 |                | Konzervatív          |
| 1968 |                | Konzervatív          |
| 1971 |                | Konzervatív          |
| 1974 |                | Konzervatív          |
| 1978 |                | Konzervatív          |
| 1982 |                | Konzervatív          |
| 1986 |                | Nincs többség        |
| 1990 |                | Nincs többség        |
| 1994 |                | Liberális Demokraták |
| 1998 |                | Nincs többség        |
| 2002 |                | Liberális Demokraták |
| 2006 |                | Liberális Demokraták |
| 2010 |                | Liberális Demokraták |
| 2014 |                | Konzervatív          |
| 2018 |                | Liberális Demokraták |
| 2022 |                | Liberális Demokraták |

## Külső hivatkozások
- Kingston upon Thames Tanácsa (angolul)